# Disneytajm
Disneytajm var ett svenskt barn- och ungdomsprogram som visades i SVT 1987–1988. Programledare 1987 var Lasse Åberg som 1988 ersattes av programhallåan Rolf Arsenius. Programmet varade mellan 50 och 60 minuter och innehöll kortfilmer av Disney, reportage och en svartvit serie.
Kortfilmerna var tagna från Disneys klassiska produktion från 1928–1961 med Kalle Anka, Musse Pigg, Långben och Pluto. Det presenterades även historik om de tecknade kortfilmerna. Programmet avslutades nästan alltid med Disneys svartvita TV-serie Zorro från 1957–1959 med Guy Williams i huvudrollen.
Programmets signaturmelodi under Åbergs tid var Aracuans sång från kortfilmen Kalle Anka i djungeln som visas på julafton. Under Arsenius tid användes i stället en något omarbetad version av Baroque Hoedown.
Ett ofta förekommande inslag under Åbergs programlederi var en scen ur Kalle Anka reser västerut från 1951. I kortfilmen ska Kalle delta i en ridutflykt, men blir tilldelad en häst som föredrar sköna damer framför ilskna ankor. I ett försök att undkomma Kalle klär hästen ut sig till en ko och säger muu med en lustig accent. Mu-scenen var Åbergs personliga favorit,[källa behövs] och visades därför flera gånger under programserien.
Disneytajm förekommer först i Svensk mediedatabas den 5 september 1987, och sist den 4 augusti 1988. Den 5 september 1987 hade även På spåret urpremiär.
Ett tidigare Disney-program i svensk TV hette "Walt Disney: En trollkarl och hans värld", två programavsnitt som varade i 1 och en halv timme, 25-31 december 1978. År 1991 började Sveriges Television visa Disneydags, och 1992-1993 visades istället Disneyklubben.